# Smittina acuminata
Smittina acuminata är en mossdjursart som först beskrevs av Ridley 1881.  Smittina acuminata ingår i släktet Smittina och familjen Smittinidae. Inga underarter finns listade i Catalogue of Life.